# Nisída Dríma
Nisída Dríma är en ö i Grekland.   Den ligger i prefekturen Kykladerna och regionen Sydegeiska öarna, i den sydöstra delen av landet, 210 km sydost om huvudstaden Aten. Arean är 2,7 kvadratkilometer.
Terrängen på Nisída Dríma är platt. Öns högsta punkt är 88 meter över havet. Den sträcker sig 2,0 kilometer i nord-sydlig riktning, och 3,2 kilometer i öst-västlig riktning.